# Котлубань (селище)
Котлубань (рос. Котлубань) — селище у Городищенському районі Волгоградської області Російської Федерації.
Населення становить 2103 особи. Входить до складу муніципального утворення Котлубанське сільське поселення.

## Історія
Селище розташоване у межах українського історичного та культурного регіону Жовтий Клин.
Селище засноване 1929 року.
Згідно із законом від 14 травня 2005 року № 1058-ОД органом місцевого самоврядування є Котлубанське сільське поселення.
У селищі розташована військова частина з великим арсеналом боєприпасів. Восени 2023 року в ході широкомасштабного вторгнення військова частина була атакована дроном, на складі відбулася пожежа. У вересні 2024 року арсенал знову атакований дронами, з даними Генштабу ЗСУ там зберігались ракети іранського виробництва. Згідно супутникового знімка арсенал не постраждав.

## Населення
| 2010 |
| ---- |
| 2103 |